# Cerorhinca monocerata
L'alca minore rinoceronte (Cerorhinca monocerata, Pallas 1811) è un uccello marino della famiglia degli alcidi.

## Sistematica
Cerorhinca monocerata non ha sottospecie, è monotipico.
Si conoscono tre specie preistoriche appartenenti a questo genere da cui si sarebbe evoluta o con le quali era in stretta relazione l'alca minore rinoceronte:
- Cerorhinca dubia, del tardo Miocene
- Cerorhinca minor, del tardo Miocene/inizio del Pliocene
- Cerorhinca reai, del tardo Pliocene.

## Distribuzione e habitat
Questo uccello vive nel Pacifico: dalla Russia alla Cina sulle coste asiatiche, compreso il Giappone, e dall'Alaska al Messico su quelle nordamericane.

## Galleria d'immagini

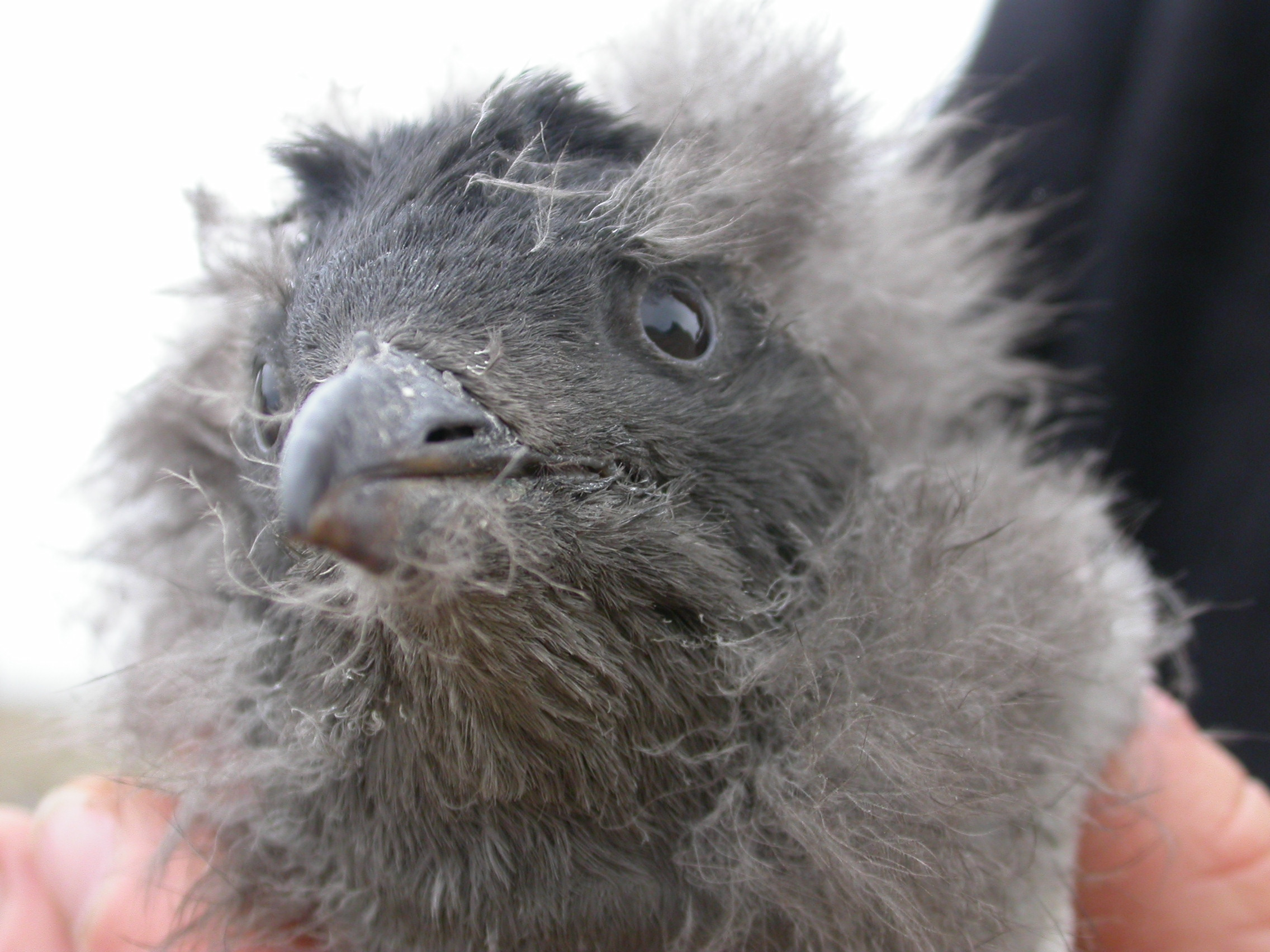
Pulcino